# 施泰因费尔德
施泰因费尔德（德語：Steinfeld）是德国石勒苏益格－荷尔斯泰因州的一个市镇。总面积8.73平方公里，总人口736人，其中男性354人，女性382人（2011年12月31日），人口密度84人/平方公里。